# María de Loreto Prieto
María de Loreto Prieto (Madrid, 1753-Segovia, 1772) fue una pintora y grabadora en talla dulce española.

## Biografía
Hija del grabador Tomás Francisco Prieto, nacida en Madrid en 1753; falleció en Segovia en 1772.
Presentó en el año 1769 unos dibujos y fue nombrada Académica de Mérito de la Real Academia de Nobles Artes de San Fernando y posteriormente se dedicó a grabar al aguafuerte. 
Contrajo matrimonio con Pedro González de Sepúlveda grabador principal de la casa de moneda de Segovia. Murió prematuramente, a los 19 años de edad, el 23 de abril de 1772.
Fue mencionada y elogiada por Ceán Bermúdez en su Diccionario (p.124, tomo IV)).